# Тара (Ірландія)
Пагорб Та́ра (ірл. Teamhair na Rí, Cnoc na Teamhrach, Teamhair) — «Пагорб королів» — пагорб Теварь, Кнок на Теврах — довге невисоке узгір'я в Ірландії біля річки Бойн, складене з вапняків, розташоване в графстві Міт, між землями Наван та Дуншауглін. На пагорбі знаходиться безліч стародавніх пам'яток. Згідно з історичними переказами та археологічними розкопками, у І — V століттях тут стояв замок верховних королів Ірландії.
Найдавніші сліди людських поселень на пагорбі Тара археологи датують 3400 роком до н. е.. Це місце у кельтів було резиденцією верховних королів Ірландії, священною обителлю богів і порталом у потойбічний світ. Тара вважається столицею та сакральним центром давньої Ірландії (до XII століття). Після прийняття християнства в Ірландії у V столітті столиця Тара була закинута — верховні королі Ірландії правили з інших міст — Краухана, Дубліна та ін. Це пов'язують з тим, що святий Патрик прокляв Тару як місто язичницьке і місто язичницьких свят та ритуалів і всіх королів, хто буде правити в Тарі. Тому королі і населення міста щоб уникнути прокляття переселилися. Місто занепало і перетворилося просто на пагорб, який, проте, довгий час шанували як місце священне. Останнім королем, що правив у Тарі, вважається верховний король Ірландії Лоегайре мак Нілл (418—448 роки правління). Відоме з історії язичницьке Свято Тари яке влаштовували верховні королі Ірландії.
Коли Тара була давнім центром язичництва, її відвідав святий Патрик, що сприяв поширенню в Ірландії християнства.

## Характеристика пам'ятки
Основна археологічна пам'ятка являє собою пагорб довжиною 318 м з півночі на південь та 264 м зі сходу на захід. Пагорб лежить на північ від основного хребта. Навколо пагорбу простежуються сліди давнього рову та валу. Пагорб називається Рах на Ріг (ірл. — Ráith na Ríogh) — Фортеця Королів. Саме цьому пагорбу історична традиція приписує місце резиденції фортеці верховних королів Ірландії з прадавніх часів до V століття. На пагорбі виявлені артефакти доби залізного віку. Кільцеподібний курган, що найбільш помітний серед інших артефактів називають Тех Хормак (ірл. — Teach Chormaic) — Дім Кормака. Історична традиція приписує цьому кургану місце резиденції верховного короля Ірландії Кормака Мак Арта (204—244 роки правління) — Кормака Довга Борода, онука короля Конна Сто Битв. Поруч є курган Форрад (ірл. — Forradh), на вершині якого стоїть камінь — менгір. Саме цей камінь називають в Ірландії Ліа Фаль — Камінь Долі. Згідно історичної традиції саме біля цього каменю відбувався ритуал коронування верховних королів Ірландії. Якщо до каменю торкалась людина, яка гідна була бути верховним королем Ірландії, то камінь кричав, і цей крик було чути по всій Ірландії. Хоча є версія, що справжній Камінь Долі був вивезений в часи раннього середньовіччя в Шотландію і використовувався для коронування королів Шотландії, а потім потрапив до Англії. На північ від кільцевих фортів є неолітична гробниця, що відома як Дува на н-Гіалл (ірл. — Dumha na nGiall) — Курган Заручників. Нині археологи датують час побудови цього кургану 3 400 роком до н. е. — пам'ятці більше 5000 років.
На північ є ще один курган із слідами фортеці — Рах на Сенад (ірл. — Ráith na Seanadh) — Фортеця Зібрань. Археологи датують цю фортецю І — ІІІ століттями н. е.
На північ від цих споруд є сліди прямокутної споруди, що відома як Тех Міодхарта (ірл. — Teach Miodhchuarta) — Дім Бенкетів. Поруч простежуються сліди трьох похилих ровів та залишки ще одної фортеці, яку називають Фортеця Грайнне.
На південь від цих споруд є сліди круглої фортеці, яку називають Рах Лаогайре (ірл. — Ráith Laoghaire) — Фортеця Лаогайре або Фортеця Лірі. Згідно легенди тут була резиденція верховного короля Ірландії Лаогайре — останнього правителя Тари, тут він був і похований в стоячому положенні. На відстані півмилі є ще один пагорб, що називають Рах Меве (ірл. — Rath Maeve) — фортеця Меве. Згідно легенди, це була фортеця королеви Медб Лехдерг, що була потім королевою Коннахту, а можливо це були дві різні королеви, яких потім легенди поєднали в одну історичну постать. Згідно легенд королева Медб правила в І ст. до н. е.

## Церква Тари
Біля цих пам'яток — на схід від них була старовинна церква, яку називали Церква святого Патріка. Біля неї було старовинне кладовище. Нині існуюча церква була побудована в 1822—1823 роках на місці давньої споруди. Найбільш ранні свідоцтва про існування тут церкви датуються 1190 роком. У 1212 році ця церква належала лицарям ордену госпітальєрів святого Іоана Кілмайгама. Право власності на цю церкву ордену було підтверджено Папою Інокентієм ІІІ. Малюнок 1791 року зображає церковну будівлю з вівтарем і дзвіницею на захід від основної споруди. Камені старовинної церкви були використані для будівництва нової церкви.

## Пагорб Тара в легендах та міфах
Пагорб Тара та фортеці на пагорбі Тара неодноразово згадуються в давніх ірландських легендах, міфах та історичних переказах, що були записані в VI—XI століттях. Згідно цих переказів Тара була столицею Ірландії та резиденцією верховних королів Ірландії з часів, коли Ірландію населяли народи Фір Болг та Туата Де Даннан (Племена Богині Дану), а потім і гойдели. Пагорби Тара використовувались ще з часів неоліту і аж до ХІІ століття як сакральне місце та політичний центр. У ранньому середньовіччі володарі цих земель автоматично претендували та трон верховних королів Ірландії, хоч фортеці Тара вже не існувало. Текст «Шенхас Мор» (ірл. — Seanchas Mor), що був складений після 600 року, говорить, що той, хто коронується верховним королем Ірландії повинен зійти на пагорб Тари, випити ель і укласти символічний шлюб з небесною покровителькою Ірландії.
Тривалий час точилися суперечки відносно історичності подій описаних в ірландських легендах та переказах. Томас Вільям Роллестон вважав всі ці перекази вигадкою, що не мають ніякої історичної основи. Проте археологічні дослідження показали, що тут безперервно були поселення з часів неоліту, що датуються 5000 р. до н. е. і аж до часів середньовіччя. «Курган Заручників» судячи по всьому ще в часи неоліту використовувався як місце ритуалів та поклонінь — вхід в курган направлений на схід сонця в точку, де сонце сходить під час давнього язичницького свята Імболк — свята провіщення майбутнього (4 лютого). Хід в кургані є коротшим, аніж в кургані Ньюгредж, що робить його менш точним календарем.
Загалом суперечки про історичність багатьох верховних королів Ірландії, про існування фортеці Тара, як столиці давньої Ірландії, про поширення влади верховних королів Ірландії, її номінальність чи фіктивність тривають.
Під час повстання за незалежність Ірландії 1798 року, яке очолила спілка «Об'єднані ірландці», на пагорбі Тара ірландські повстанці влаштували військовий табір. Табір був атакований англійськими військами, відбувся жорстокий бій і більше 400 повстанців загинуло.
У 1843 році ірландський парламентарій Даніель О'Коннелл провів мирну політичну демонстрацію на пагорбі Тари з вимогою скасування закону про Союз Англії та Ірландії. У демонстрації взяло участь понад 750 000 осіб, що вказує на неминущу важливість Пагорба Тари в свідомості Ірландців.
На початку ХХ століття Пагорб Тари був пошкоджений актом вандалізму британських сектантів, які думали, що ірландці — це частина втрачених колін Ізраїлю, і що пагорб містить Ковчег Завіту.

## Королі Тари
Історія замку Тара тісно пов'язана з Історією всієї Ірландії та з історією династій верховних королів Ірландії. В ірландських літописах, історичних хроніках наводяться списки верховних королів Ірландії, що правили в Тарі починаючи приблизно з 1500 року до н. е. — з часів королів народу Фір Болг. Проте, більшість з цих правителів, судячи по всьому були легендарними, вигаданими особами. Більш-менш достовірними та історичними постатями можна вважати королів Тари I—V століть. Після кінця V століття, коли Тара була закинута і резиденції верховних королів Ірландії були в інших замках та городищах, верховні королі Ірландії продовжували гордо іменувати себе «королями Тари» аж до ХІІ століття. Крім того у ранньому і високому середньовіччі в Ірландії існувала королівство Міде, що володіло в тому числі і пагорбами Тара. Королі Міде носили титул королів Тари і постійно претендували на трон верховних королів Ірландії. Згідно «Історії Ірландії» Джефрі Кітінга в Тарі у I—V століттях правили наступні верховні королі з наступними роками правління:
- Туатал Техтмар (80 — 100)
- Мал мак Рохріде (100—104)
- Федлімід Рехтмар (104—113)
- Кахайр Мор (113—116)
- Конн Сто Битв (116—136)
- Конайре Коем (136—143)
- Арт Оенфер мак Куйнн (143—173)
- Лугайд мак Кон (173—203)
- Фергус Дубдетах (203—204)
- Кормак мак Арт (204—244)
- Еохайд Гоннат (244—245)
- Кайрбре Ліфехайр (245—272)
- Фотад Кайрптех та Фотад Айртех (272—273)
- Фіаха Сройптіне (273—306)
- Колла Вайс (306—310)
- Муйредах Тірех (310—343)
- Каелбад (343—344)
- Еохайд Мугмедон (344—351)
- Крімптан мак Фідах (351—368)
- Ніл Дев'яти Заручників (368—395)
- Нат І мак Фіахрах (395—418)
- Лоегайре мак Нілл (418—458)

За трон верховних королів Ірландії та замок Тара постійно точилась жорстока боротьба, точилися війни, плелися змови, заколоти, спалахували повстання, хоча влада верховного короля була номінальною — Ірландія була розділена на 5 великих королівств, які в свою чергу були розділені на володіння кланів, кожен вождь клану теж вважав себе королем і тільки номінально визнавав свого володаря як васал.
Детальніше див. Список верховних королів Ірландії.

## Назва Тара в літературі
На честь давньої столиці Ірландії «Тарою» названа родинна садиба головної героїні роману Маргарет Мітчелл «Віднесені вітром» (1936) Скарлет О'Хари — наполовину ірландки з давнього ірландського клану О'Хара.

## Галерея

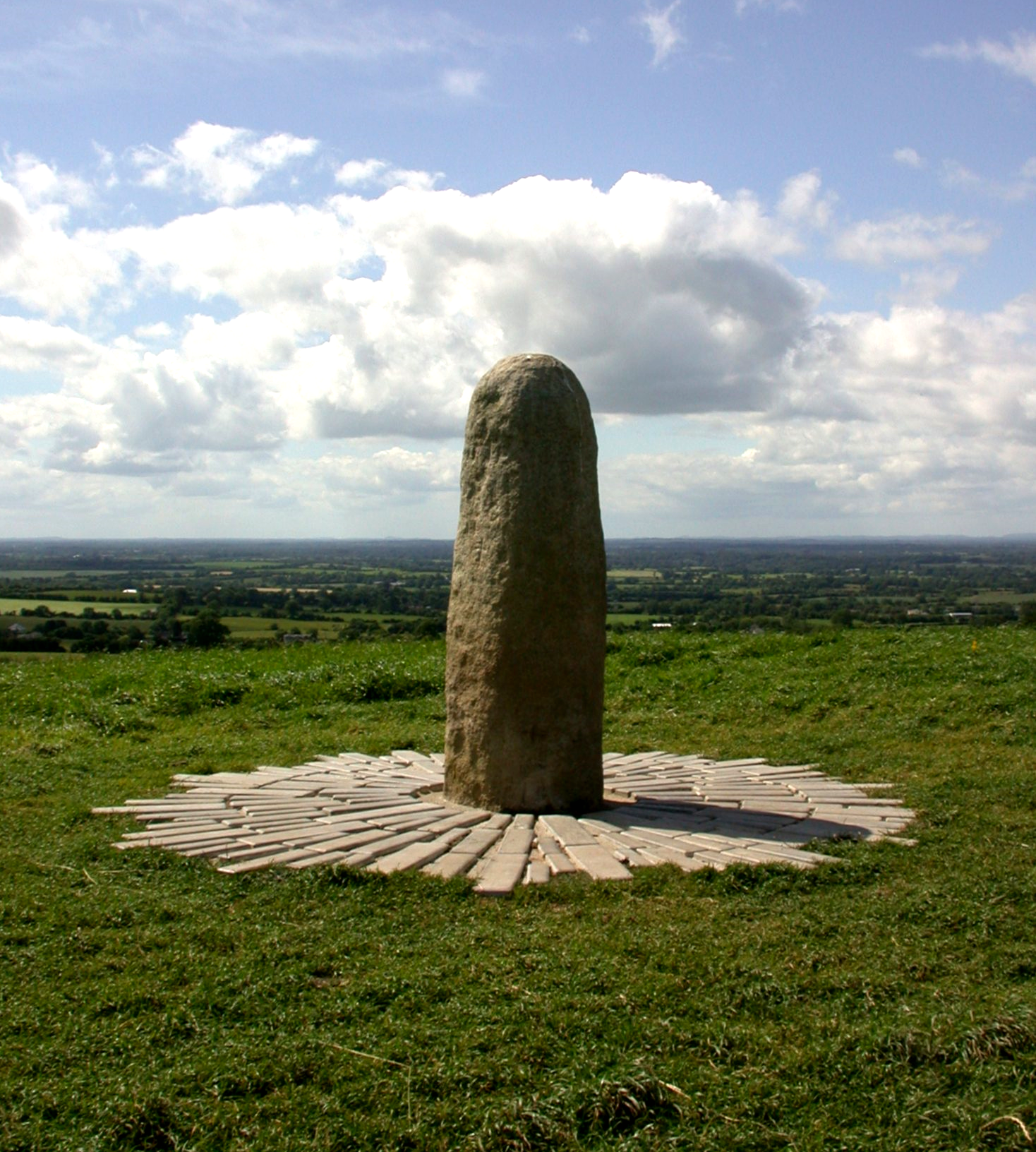
Ліа Фаль — Камінь Долі
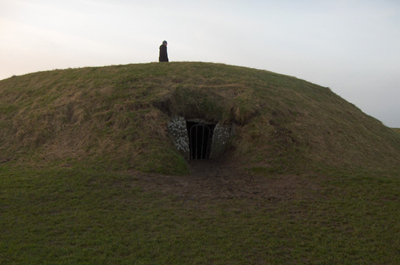
«Курган Заручників»
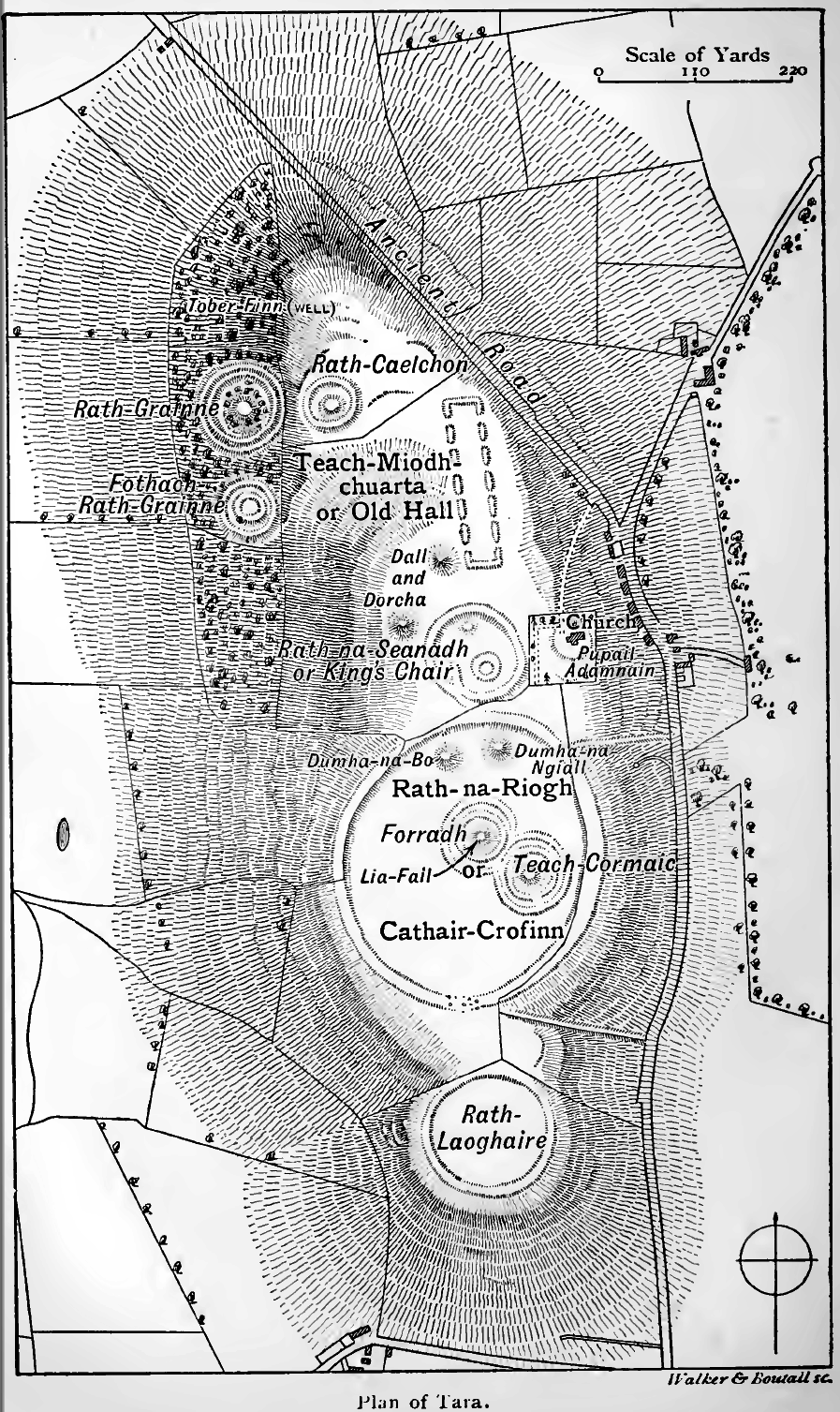
Схема археологічної пам'ятки Пагорб Тара
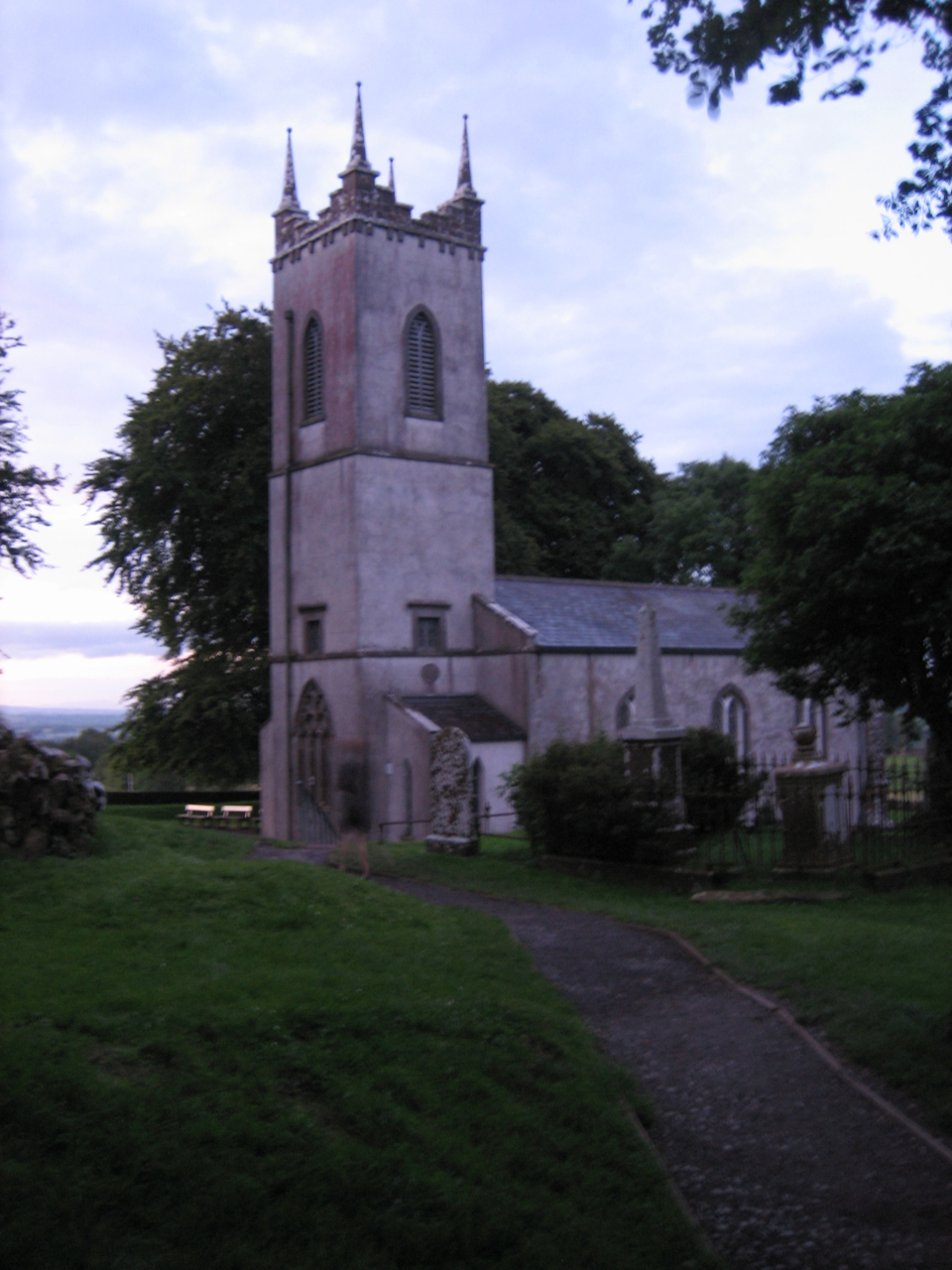
Церква Тари — нинішній вигляд
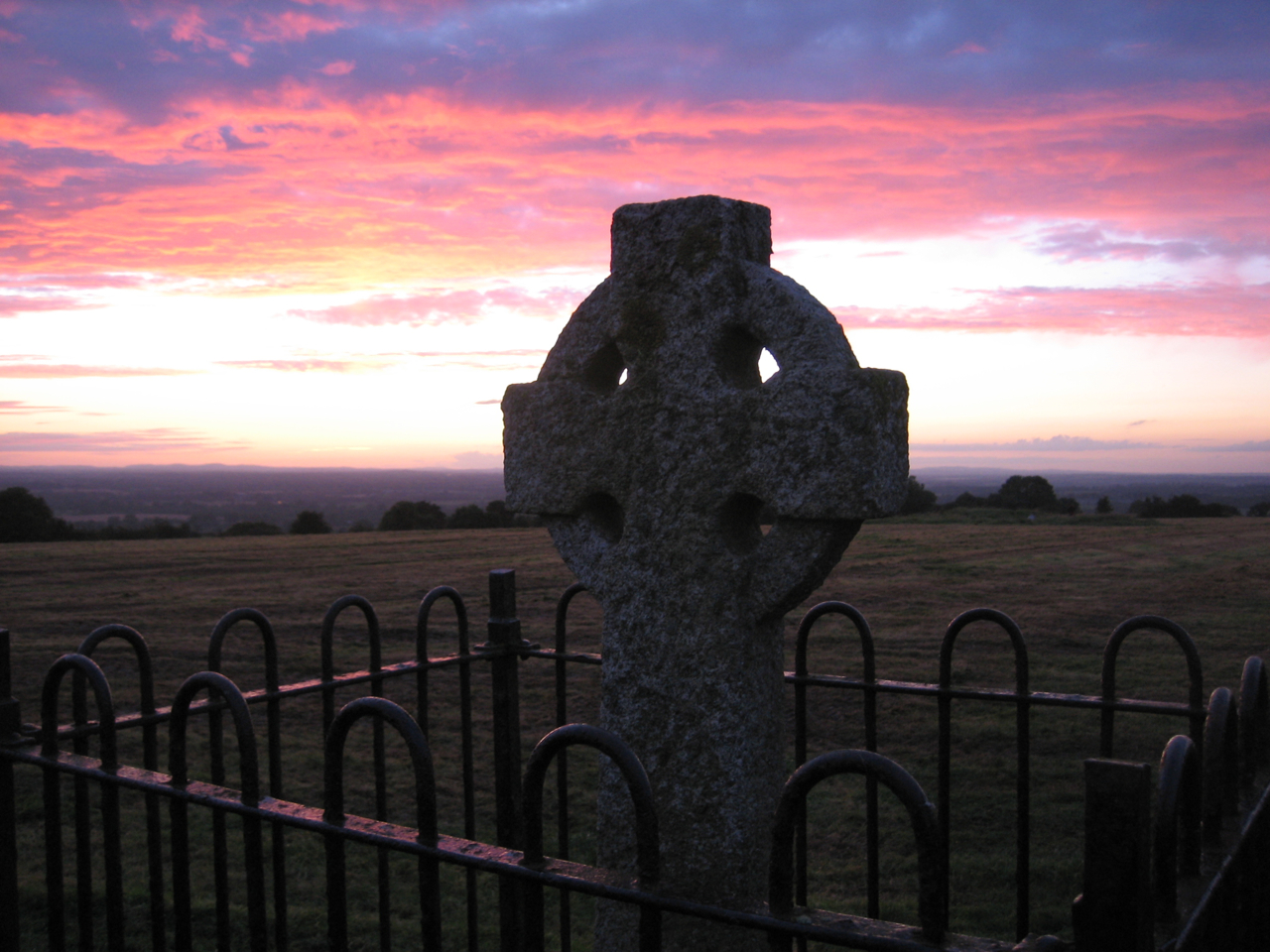
Високий Хрест Тари
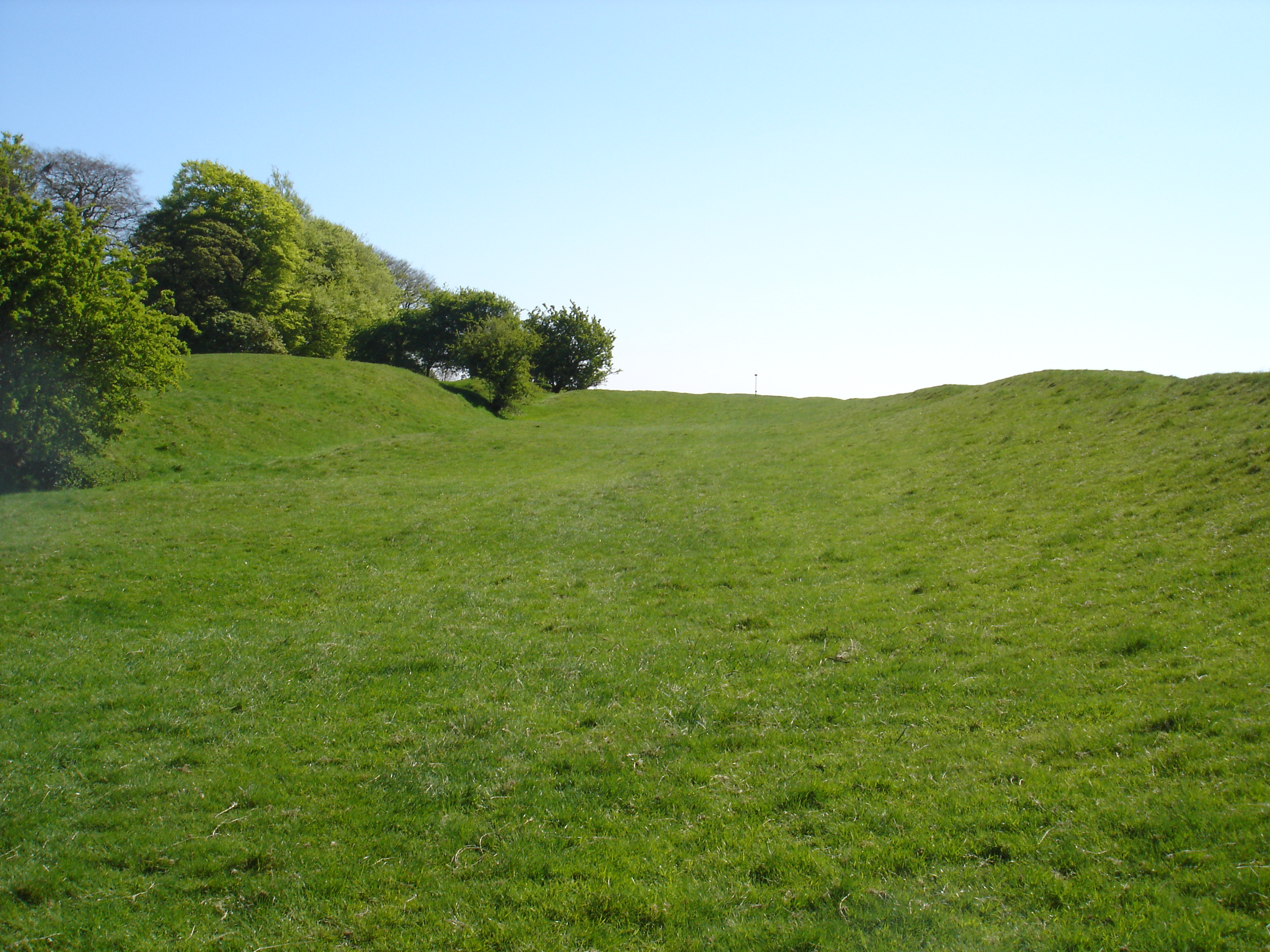
Археологічна пам'ятка, що отримала назву «Палац Бенкетів»
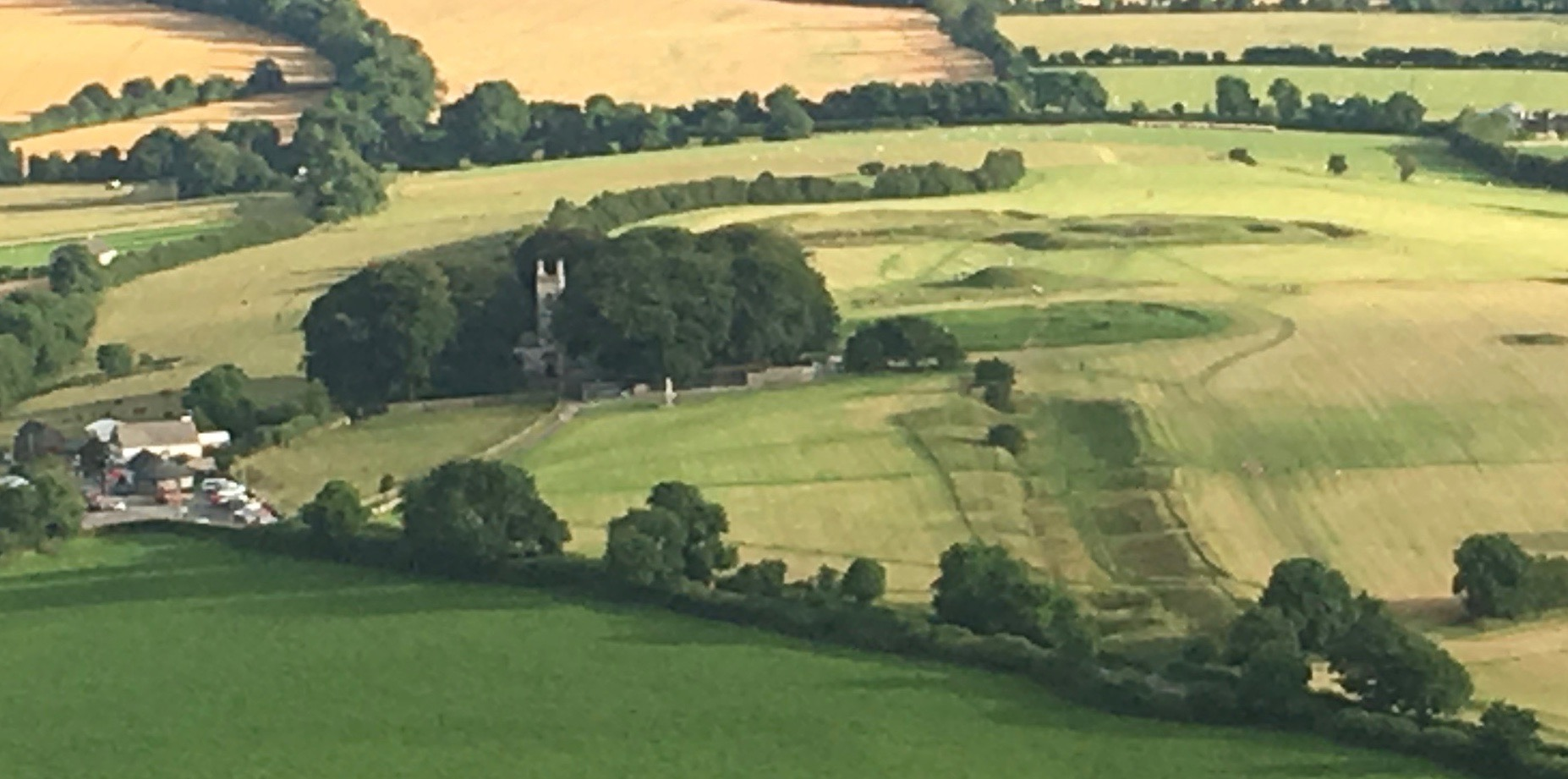
Пагорби Тари. Світлина зроблена з літака